# اوت‌تربری
اوت‌تربری (به انگلیسی: Utterby) یک روستا و محله مدنی در بریتانیا است که در لیندسی شرقی واقع شده‌است. اوت‌تربری ۲۹۳ نفر جمعیت دارد.